# George Acquaah
George Wilson Acquaah (* 3. Oktober 1925; † 18. Dezember 1963 in Accra) war ein ghanaischer Leichtathlet.
1952 trat Acquaah als einer von sieben Athleten für die Goldküste bei den Olympischen Sommerspielen in der finnischen Hauptstadt Helsinki an. Im siebten Vorlauf des 100-Meter-Wettkampfes schied der 26-Jährige mit einer Zeit von 11,1 Sekunden als Fünfter aus; im zweiten Vorlauf des 4-mal-100-Meter-Staffelbewerbes erreichte die Mannschaft der Goldküste mit Acquaah als zweitem Läufer sowie mit Gabriel Laryea, John Owusu und Augustus Lawson nach einer Zeit von 42,1 Sekunden als Vierte das Ziel, was abermals das Aus in Runde eins bedeutete.